# Agios Nikolaos (Famagosta)
Agios Nikolaos (in greco Αγιος Νικόλαος?; in turco Yamaçköy) è un piccolo villaggio di Cipro. Esso è situato de iure nel distretto di Famagosta e de facto nel distretto di Gazimağusa. È de facto sotto il controllo di Cipro del Nord. Il villaggio era abitato da greco-ciprioti prima del 1974.
Nel 2011 Agios Nikolaos aveva 92 abitanti.

## Geografia fisica
Agios Nikolaos è situato a 8 km a nord di Psyllatos e a 1 km a ovest di Melounta, sul lato meridionale della catena montuosa di Kyrenia.

## Origini del nome
Agios Nikolaos significa "San Nicola" in greco. Nel 1975, i turco-ciprioti cambiarono il nome in Yamaçköy, che significa letteralmente "villaggio del pendio".

## Società

### Evoluzione demografica
Nel censimento ottomano del 1831, i cristiani (greco-ciprioti) costituivano gli unici abitanti del villaggio. Per tutto il periodo britannico, il villaggio fu abitato esclusivamente da greco-ciprioti. La sua popolazione è aumentata costantemente da 117 abitanti nel 1891 a 366 nel 1946. Tuttavia, nel 1960 si registrò un calo significativo a 309 abitanti.
Tutti gli abitanti del villaggio sono stati sfollati nel 1974. Sono fuggiti tra il luglio e l'agosto 1974 dall'avanzata dell'esercito turco verso la parte meridionale dell'isola. Attualmente, come il resto dei greco-ciprioti sfollati, i greco-ciprioti di Agios Nikolaos sono sparsi in tutto il sud dell'isola, soprattutto nelle città. Il numero dei greco-ciprioti di Agios Nikolaos sfollati nel 1974 era di circa 250 (244 nel censimento del 1960).
Oggi il villaggio è abitato da cittadini turchi che vi si sono stabiliti nel 1976. Provengono principalmente dalle province turche di Adana, Ağrı, Iğdır, Şırnak e Mersin. Secondo il censimento del 2006, la popolazione del villaggio era di 80 abitanti.